# Pongsil Tana
Pongsil Tana (thailändisch พงศ์ศิลป์ ทานา, * 27. August 1992) ist ein thailändischer Fußballspieler.

## Karriere
Pongsil Tana spielte seit mindestens 2019 beim Lampang FC. Der Verein aus Lampang spielte in der zweiten Liga des Landes, der Thai League 2. Wo er vorher gespielt hat, ist unbekannt. Für Lampang absolvierte er 29 Zweitligaspiele und schoss dabei zwei Tore. Ende Dezember 2020 wechselte er zum Ligakonkurrenten MOF Customs United FC nach Bangkok und stand dort bis zum Saisonende unter Vertrag. Zu Beginn der Spielzeit 2021/22 wechselte Pongsilp zum Erstligaabsteiger Rayong FC. Für den Klub aus Rayong stand er 21-mal in der zweiten Liga auf dem Rasen. Nach einer Saison wechselte er im Juli 2022 zum Ligarivalen Udon Thani FC. Für den Verein aus Udon Thani bestritt er drei Zweitligaspiele. Zur Rückrunde 2022/23 wechselte er im Januar 2023 zum Drittligisten Samut Songkhram FC. Mit dem Verein aus Samut Songkhram spielte er zehnmal in der Western Region der Liga. Nachdem Samut die Lizenz verweigert wurde, wechselte er im Sommer 2023 zu dem in der Bangkok Metropolitan Region spielenden Samut Sakhon City FC. Für den Klub aus Samut Sakhon bestritt er 19 Drittligaspiele. Hierbei schoss er ein Tor. Ende Juni 2024 wechselte er zum Zweitligisten Phrae United FC.